# ادموند اف رابرتسون
ادموند فردریک رابرتسون (به انگلیسی: Edmund Frederick Robertson)(زاده ۱ ژوئن ۱۹۴۳ در سنت اندروز) ریاضیدان اهل اسکاتلند است. 

## زندگی و کارنامه
او در دانشگاه سنت اندروز و دانشگاه واریک درس خواند و در سال ۱۹۶۸ با سرپرستی استوارت استونور دوره دکترا را با رساله ای به نام «کلاسهایی از گروههای پوچتوان تعمیم یافته» در سال ۱۹۶۸ به پایان برد. سپس در همان دانشگاه به کار پرداخت و در سال ۱۹۹۵ به درجه استادی رسید. زمینه پژوهشی او در ریاضیات جبر و نظریه گروهها است. او بویژه به دلیل بنیانگذاری بایگانی تاریخچه ریاضیات مک تیوتر به همراه جی اوکانر که او هم استاد دانشگاه سنت اندروز است نامدار است. رابرتسون در سال ۱۹۹۴ به خاطر این پروژه به همراه اوکانر برنده جایزه نرم‌افزار دانشگاهی اروپا شد.